# عثمان سي (لاعب كرة قدم)
عثمان سي (بالفرنسية: Ousmane Sy)‏ هو لاعب كرة قدم غيني، ولد في 18 فبراير 1988.